# Palaeomastodon
Palaeomastodon ist ein ausgestorbener Vertreter der Rüsseltiere. Er gehört zur ebenfalls erloschenen Familie der Palaeomastodontidae. Die Tiere erreichten in etwa die Ausmaße eines heutigen Asiatischen Elefanten. Charakteristisch für Palaeomastodon waren ein wohl kurzer Rüssel, je ein Stoßzahnpaar in der oberen und unteren Gebisshälfte, Mahlzähne mit insgesamt drei Querleisten und ein vertikaler Zahnwechsel, wodurch alle hinteren Zähne gleichzeitig in Gebrauch kamen. Die Mahlzähne mit drei Leisten setzen Palaeomastodon von urtümlicheren Rüsseltieren mit nur zwei Leisten ab, der noch ausgeprägte vertikale Zahnwechsel von stammesgeschichtlich jüngeren Formen mit typisch horizontalem Zahnaustausch. Die Gattung und andere Vertreter der Palaeomastodontidae bilden dadurch die Basis der Entwicklung der modernen Rüsseltiere.
Hauptsächlich war Palaeomastodon im Oligozän vor rund 34 bis 23 Millionen Jahren im heutigen Nordafrika verbreitet. Einzelne Funde sind auch aus dem nordöstlichen Afrika und von der Arabischen Halbinsel dokumentiert. Das wichtigste Fundgebiet stellt das Fayyum in Ägypten dar. Dort wurden vor allem Schädel- und Zahnreste entdeckt. Das Fayyum bestand im Oligozän aus einer küstennahen, von Gewässern durchsetzten Landschaft. Die Tiere teilten sich diesen Lebensraum mit einigen anderen Rüsseltieren, etwa Moeritherium, Barytherium und Phiomia, und ernährten sich dort weitgehend von weicher Pflanzenkost, wofür sie möglicherweise offenere Landschaften aufsuchten.
Die Gattung Palaeomastodon wurde im Jahr 1901 wissenschaftlich eingeführt. Als Grundlage hierfür diente ein Unterkiefer aus dem Fayyum. Vor allem in der Frühphase der Forschungsgeschichte gab es Verwechslungen und Überschneidungen zur nahestehenden Gattung Phiomia. Mehrere Revisionen in den 1920er Jahren führten allerdings zur eindeutigen Abtrennung beider Angehöriger der Rüsseltiere, was bis heute akzeptiert ist. In der Regel wird nur eine Art anerkannt, möglicherweise umfasst der Fossilbericht aber mehrere voneinander abgrenzbare Formen.

## Merkmale

### Habitus
Palaeomastodon ist ein ursprünglicher Vertreter der Rüsseltiere, der sich durch einen möglicherweise sehr kurzen Rüssel, entstanden aus der miteinander verwachsenen Nase und der Oberlippe, sowie durch jeweils ein Paar Stoßzähnen im oberen und unteren Gebiss auszeichnete. Die Tiere erreichten in etwa die Größe eines heutigen Asiatischen Elefanten. Anhand eines rund 88 cm langen Oberschenkelknochens kann auf eine Schulterhöhe von 220 cm und ein Gewicht von 2500 kg geschlossen werden. Die Gewichtsspanne war aber eventuell deutlich weiter, abhängig von der für die Berechnung genutzten Körperpartien. Ein 41 cm langer Oberarmknochen ergab ein vermutetes Körpergewicht von 661 kg, ein weiteres, 67 cm langes Exemplar hingegen von 3691 kg. Basierend auf einer 55 cm langen Elle wurden wiederum 973 kg ermittelt.

### Schädel- und Gebissmerkmale
Der Schädel hatte einen typisch elefantenartigen Aufbau, war aber insgesamt langgestreckter und niedriger. Ein nahezu vollständiges Exemplar hatte eine Länge von 64 cm und eine Breite von 42 cm, die Höhe betrug insgesamt 22 cm. Er kragte vor allem an den Jochbögen weit aus. Sowohl in Größe und Gestaltung bestehen Übereinstimmungen zur nahe verwandten Gattung Phiomia, dessen Schädel aber weitaus besser bekannt ist. Die für die Elefanten und andere Rüsseltiere typischen Pneumatisierungen im Schädeldach, gebildet durch luftgefüllte Kammern, waren bei Palaeomastodon moderat ausgeprägt. Sie vergrößerten die Schädeloberfläche, welche dadurch eine ausgedehntere Ansatzstelle für die Muskulatur bot. Abweichend von den heutigen Elefanten mit voluminösen Knochenkammern, kam bei Palaeomastodon ein Scheitelkamm vor, was den ursprünglichen Charakter seines Schädels unterstreicht. Er wurde von den beiden Scheitelbeinen getragen, die sich in einem Winkel von 77° trafen. Das Nasenbein war wie bei heutigen Elefanten stark reduziert, wodurch Platz für die Muskulatur eines Rüssels entstand. Der Mittelkieferknochen hingegen zeigte sich deutlich gestreckt und trug seitlich die Alveolen der beiden oberen Stoßzähne. Auf der Schädelunterseite war der Gaumen eher kurz und breit, was einen deutlichen und diagnostischen Unterschied zu Phiomia darstellt.
Der Unterkiefer war ausgesprochen gestreckt, ein Exemplar maß 61 cm in der Länge. Teilweise wurde die Streckung durch die verlängerte Symphyse erreicht, die seitlich die Alveolen der unteren Stoßzähne barg. Zwischen diesen beiden befand sich eine deutliche Eindellung. Sie endete noch vor dem ersten Backenzahn. Insgesamt war die Symphyse verhältnismäßig aber kürzer als bei Phiomia. Im Bereich der hinteren Bezahnung verdickte sich der horizontale Knochenkörper merklich, unterhalb des vierten Prämolaren war er rund 12 cm hoch. Der aufsteigende Ast erhob sich unmittelbar hinter dem letzten Molar. Der Gelenkfortsatz überragte den Kronenfortsatz.
Das Gebiss bestand aus den jeweiligen oberen und unteren Stoßzahnpaar sowie den Backenzähnen. Die Zahnformel lautete: {\displaystyle {\frac {1.0.3.3}{1.0.2.3}}}. Demnach waren insgesamt 26 Zähne ausgebildet, der Eckzahn fehlte in jedem Gebissabschnitt. Die oberen Stoßzähne wurden aus dem jeweils zweiten Schneidezahn gebildet, die unteren aus dem ersten. Dies ist eine übliche Konfiguration bei den Rüsseltieren. Die oberen krümmten sich abwärts, an der Basis hatten sie einen runden Querschnitt. Ihre Länge betrug rund 25 cm. Die unteren waren hingegen nach vorn gerichtet und verlängerten dadurch die Symphyse des Unterkiefers in gerader Richtung. Sie wiesen einen flacheren Querschnitt auf mit einer konkaven Ober- sowie einer konvexen Unterseite. Zudem standen beide Stoßzähne eng beisammen. Zwischen den Stoßzähnen und der hinteren Bezahnung öffnete sich ein weites Diastema. Die Backenzähne kamen allesamt zur gleichen Zeit in Funktion, wodurch bei Palaeomastodon ein für die meisten Säugetiere typischer vertikaler Zahnwechsel ausgeprägt war. Dies unterscheidet die Gattung (und das nahe verwandte Phiomia) von den jüngeren Entwicklungslinien der Rüsseltiere, bei denen die einzelnen Backenzähne nacheinander in Funktion traten und somit horizontal gewechselt werden. Insgesamt waren die Backenzähne niederkronig (brachyodont) und wiesen ein eher höckeriges Kauflächenmuster mit ansetzenden Querleisten auf (bunolophodont). Jeweils zwei Höcker bildeten ein quer zur Zahnlängsachse orientiertes Paar. Die Prämolaren zeichneten sich durch eins bis zwei Höckerpaare aus, die vorderen Molaren durch drei (trilophodont). Das dritte Höckerpaar war bei Palaeomastodon aber unvollständig ausgebildet, was ein Abtrennungsmerkmal zu Phiomia darstellt. Durch die Ausprägung von drei Leisten oder Höckerpaaren setzte sich Palaeomastodon von anderen frühen Rüsseltieren wie Barytherium und Moeritherium ab, deren Mahlzähne nur zwei aufwiesen. Der letzte Molar war der größte Zahn der Backenzahnreihe, er maß zwischen 6 und 8 cm in der Länge.

### Skelettmerkmale
Das Körperskelett von Palaeomastodon ist weniger gut bekannt, dürfte sich aber kaum von dem des deutlich besser dokumentierten Phiomia unterschieden haben. Der Oberarmknochen wurde bis zu 67 cm lang und am Schaft 10 cm breit. Letzterer war gedreht, zusätzlich verlief hier eine massive Knochenrippe als Muskelansatzstelle. Die Gelenkrollen des unteren Ende zeigten einen asymmetrischen Aufbau mit der inneren deutlich größer als der äußeren. Der rund 88 cm lange Oberschenkelknochen wies einen rundlichen Gelenkkopf. Am Schaft markierte eine leichte Aufwölbung wohl die Position des dritten Rollhügels (Trochanter) an. Die unteren Gelenkknorren waren nahezu gleich groß. Das Schienbein maß nur rund 34 cm in der Länge und war insgesamt schlank.

## Fossilfunde
Funde von Palaeomastodon sind aus Nord- und Nordostafrika sowie von der Arabischen Halbinsel bekannt. Das bedeutendste Fundgebiet stellt das Fayyum in Ägypten südwestlich von Kairo dar. In der Region sind Gesteinsschichten des Eozän bis Oligozän aufgeschlossen. Die unteren Ablagerungssequenzen umfassen zumeist marine Sedimente, die oberen hingegen entstanden unter terrestrischen Bedingungen. Hierbei ist die Gebel-Qatrani-Formation von Bedeutung, deren Entstehung in den Zeitraum des Übergangs vom Eozän zum Oligozän fällt. Absolute Altersdaten, beruhend auf Untersuchungen zum Paläomagnetismus, reichen von vor 34 bis 28,5 Millionen Jahren. Palaeomastodon ist hier Bestandteil einer außerordentlich reichhaltigen fossilen Lebensgemeinschaft, die sich aus Amphibien, Reptilien, Vögeln und Säugetieren zusammensetzt. Die Säugetiere sind unter anderem mit verschiedenen Vertretern der Afrotheria präsent, etwa den Rüsseltieren, Schliefern, Tenrekartigen und den ausgestorbenen Embrithopoda. Daneben kommen auch einige Linien der Laurasiatheria vor, so die pflanzenfressenden Anthracotheriidae und die räuberischen Hyaenodonta. Des Weiteren gibt es mit den Nagetieren und den Primaten einen reichhaltigen Beleg der Euarchontoglires. Palaeomastodon teilte sich seinen Lebensraum mit weiteren Rüsseltieren wie dem nahe verwandten Phiomia, aber auch mit urtümlicheren Formen wie Barytherium und Moeritherium. Die Gebel-Qatrani-Formation erbrachte umfangreiches Fossilmaterial von  Palaeomastodon, neben Schädel- und Gebissmaterial liegen dadurch auch Teile des Rumpfskelettes vor.
Außerhalb des Fayyum sind Reste von Palaeomastodon aus Zella bei Tripolis in Libyen dokumentiert, wo in einem oligozänen Schichtzusammenhang mehrere Zähne der Rüsseltierform zum Vorschein traten. Darüber hinaus ist Chilga in Äthiopien zu nennen. Die Funde dort entstammen fluviatilen Ablagerungen, die den absoluten Altersdaten zufolge vor 32,4 bis 27,4 Millionen Jahren und somit im Unteren Oligozän entstanden. Zu Tage traten überwiegend Backenzähne. Von der Arabischen Halbinsel wurde Palaeomastodon in der Shumaysi-Formation in der Region Harrat al Ujayfa im Westen von Saudi-Arabien berichtet. Die hier aufgefundenen Zähne gehören wohl dem Oberen Oligozän an, radiometrisch ermittelte Alterswerte reichen von 26 bis 21 Millionen Jahren vor heute.
Der überwiegende Teil der Funde von Palaeomastodon gehört damit dem Paläogen an. Ein einzelner, stark beschädigter Schädel aus Nakwai im nordöstlichen Kenia wurde ursprünglich der Gattung Losodokodon aus der Gruppe der Mammutidae zugesprochen. In seiner Konfiguration ähnelt er aber eher dem von Palaeomastodon. Mit einem Alter von rund 21 Millionen Jahren lässt sich der Fund dem Unteren Miozän zuweisen und wäre damit der bisher einzige Beleg für das Überleben des Rüsseltiervertreters bis in das Neogen.

## Paläobiologie

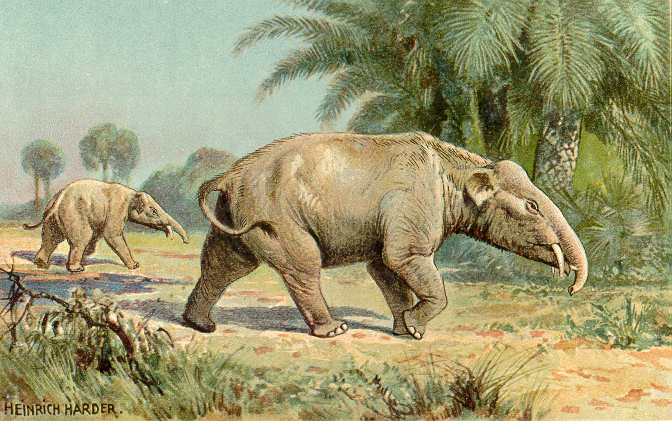
Lebendrekonstruktion von Palaeomastodon, Darstellung von Heinrich Harder (1912)

Für das außerordentlich fossilreiche Gebiet des Fayyum lässt sich für das ausgehende Eozän und das Oligozän eine sumpfreiche küstennahe Landschaft rekonstruieren, die von mehreren Flüssen durchzogen und mit Mangroven bestanden war. Palaomastodon trat hier gemeinsam mit anderen Rüsseltieren wie Moeritherium, Barytherium und Phiomia auf. Im Gegensatz zu Moeritherium war Palaomastodon aber nicht speziell an eine semi-aquatische Lebensweise angepasst. Das stärker reduzierte Nasenbein und der dadurch entstandene größere Raum für Muskulatur deutet die Entwicklung eines Rüssels an, dessen Länge aber nicht eindeutig ist. Übereinstimmend mit vielen frühen Rüsseltieren und abweichend von den heutigen Elefanten war der Unterkiefer deutlich verlängert, was die Ausbildung der unteren Stoßzähne bedingte. Diese auffällige Unterkiefer-Stoßzahn-Gestaltung hatte überwiegend eine Funktion bei der Nahrungsaufnahme inne, der Rüssel übernahm dies erst in einer stammesgeschichtlich späteren Phase. Isotopenanalysen an fossilen Zähnen aus dem Fayyum ergaben relativ moderate Werte für das Kohlenstoffverhältnis bei Palaomastodon, die sich zwischen den hohen Daten bei Phiomia und den niedrigen einiger Schliefer einordnen. Während ersteres möglicherweise salzhaltige oder trockene Bereiche zur Nahrungsaufnahme suchte, hielten sich letztere wohl eher in geschlossenen Landschaften auf. Das Kohlenstoffverhältnis von Palaomastodon ähnelt dem von Arsinoitherium, das wahrscheinlich eher geöffnete Landschaften bevorzugte. Generell basierte die Ernährung bei allen genannten Formen auf C<inf>3</inf>-Pflanzen und somit wohl auf weicher Pflanzenkost.
Einzelnen Berechnungen zufolge fasste die Gehirnkapsel von Palaeomastodon rund 771 cm³, was zu einem Gehirngewicht von 706 g führt. Berzogen auf ein rund 2500 kg schweres Individuum, lag der Enzephalisationsquotient bei rund 0,29. Die Körpergewichtsschätzungen sind derzeit aber sehr vage und reichen von rund 670 bis 4000 kg. Dennoch war der Enzephalisationsquotient bei Palaeomastodon deutlich niedriger als bei den heutigen Elefanten, bei denen er zwischen 1,1 und 2,2 variiert.

## Systematik
Palaeomastodon ist eine ausgestorbene Gattung aus der Ordnung der Rüsseltiere (Proboscidea). Innerhalb der Ordnung wird die Gattung der gleichfalls erloschenen Familie der Palaeomastodontidae zugewiesen. Die Familie beinhaltet zusätzlich Phiomia, dieses steht mitunter aber auch innerhalb der eigenen Familie der Phiomiidae. Die Palaeomastodontidae repräsentieren bereits elefantengroße Rüsseltiere, die insgesamt vier Stoßzähne ausgebildet hatten, wobei das obere Paar abwärts gerichtet, das unter nach vorn orientiert war. Der Bau der Mahlzähne mit drei quergestellten Leisten (trilophodont) verweist die Palaeomastodontidae in die Gruppe der Elephantiformes, innerhalb derer die moderneren Entwicklungslinien der Rüsseltiere vereint sind. Dadurch heben sich diese von den urtümlicheren Rüsseltieren ab, die nur zwei Leisten (bilophodont) auf den Molaren besitzen und welche teilweise den Plesielephantiformes zugeordnet werden. Letztere umfassen Formen aus dem Paläozän und Eozän des nördlichen und westlichen Afrikas, die sich entweder wie Moeritherium und Saloumia durch ein bunodontes (höckeriges) Muster charakterisieren, oder wie Phosphatherium, Numidotherium beziehungsweise Barytherium ein lophodontes Kauflächenmuster aufwiesen, also bei denen die einzelnen Höcker eines Paares mit Leisten verbunden sind. Allen genannten Gattungen ist ein vertikaler Zahnwechsel gemein, bei dem wie bei den meisten Säugetieren üblich alle Zähne gleichzeitig in Gebrauch sind. Dies trifft auch auf die frühen Elephantiformes zu. Stammesgeschichtlich jüngere Vertreter hingegen verfügen über einen horizontalen Zahnwechsel, bei dem die einzelnen Backenzähne nacheinander in Funktion treten. Sie werden als Elephantimorpha zusammengefasst, denen unter anderem die heutigen Elefanten (Elephantidae) angehören.
Die Entwicklungslinie der Elephantiformes begann bereits im Mittleren Eozän. Als einer der ältesten Angehörigen gilt Dagbatitherium aus dem westlichen Afrika. Palaeomastodon und Phiomia bilden die bekanntesten Vertreter der frühen Elephantiformes, beide sind überwiegend, wenn auch nicht ausschließlich aus dem Fayyum in Ägypten überliefert, Erstere Form unterscheidet sich von letzterer durch die etwas kürzere Symphyse des Unterkiefers und die weniger deutlich ausgeprägte dritte Leiste auf den Mahlzähnen. Teilweise wurde spekuliert, dass Palaeomastodon den Ausgangspunkt der Entwicklung der Mammutidae bildet, mit denen die Gattung einzelne Zahnmerkmale wie die Ausformung kleiner Zahnhöckerchen in Ausrichtung der Haupthöckerpaare teilt, das sogenannte zygodonte Zahnmuster. Phiomia hingegen sollte an der Basis der Gomphotheriidae und damit letztendlich in der Linie der Elefanten stehen, da dessen Kauflächen der Molaren eher an das bunodonte Muster wie bei den Gomphotherien  mit „irregulärer“ Position der kleinen Nebenhöcker erinnern. Die Auffassung würde implizieren, dass der horizontale Zahnwechsel mehrfach unabhängig innerhalb der Rüsseltiere entstanden ist. Heute gehen Forscher daher davon aus, dass sowohl Palaeomastodon als auch Phiomia innerhalb der Palaeomastodontidae eher die Position der Schwestergruppe zu den Elephantimorpha einnehmen.
In der Regel ist nur eine Art von Palaeomastodon anerkannt:
- P. beadnelli Andrews, 1901

Die Form ist am besten aus dem Fayyum bekannt. Es besteht allerdings die Möglichkeit, dass die Funde aus Chilga in Äthiopien eine eigene Entwicklungslinie repräsentieren. Hierbei werden zwei Arten herausdifferenziert, die die Bezeichnungen P. sp. nov. A und P. sp. nov. B tragen, allerdings bisher keiner formalen Beschreibung unterlagen. Sie unterscheiden sich durch größere Zähne und weitere Zahnmerkmale von der Nominatform.

## Forschungsgeschichte
Die Gattung Palaeomastodon wurde erstmals im Jahr 1901 von Charles William Andrews im Rahmen eines internationalen Zoologenkongresses in Berlin wissenschaftlich vorgestellt und im zugehörigen Begleitheft beschrieben. Im Jahr darauf erschien dies auch in einer größeren Publikation der Vorträge. Beide Veröffentlichungen, die auch Barytherium und Moeritherium erwähnen, umfassen nur wenige Zeilen. Wesentlich umfangreicher veröffentlichte Andrews eine Beschreibung von Palaomastodon und der anderen beiden genannten Rüsseltiergattungen im Jahr 1901 im Fachjournal Geological Magazine. Eingebunden war hier auch eine Abbildung des Fundes, auf dem die Etablierung von Palaomastodon basiert. Hierbei handelt es sich um einen Unterkiefer mit den erhaltenen Molaren. Er bildet den Holotyp (Exemplarnummer C10014) und stammt aus der Gebel-Qatrani-Formation im Fayyum in Ägypten. Andrews erkannte Ähnlichkeiten und Beziehungen zu den Mammutidae (nach damaliger Auffassung „Mastodonten“), worauf auch die Gattungsbezeichnung verweist. Die Vorsilbe palaeo ist griechischen Ursprungs (παλαιός (palaiós) für „alt“) und ist eine Referenz auf das hohe Alter der Gattung. Gemeinsam mit der Gattung benannte Andrews auch die Art P. beadnelli. Das Artepitheton ehrt Hugh John Llewellyn Beadnell, der bereits Ende des 19. Jahrhunderts mit geologischen Forschungen im Fayyum begonnen hatte.
In den nachfolgenden Jahren benannte Andrews noch weitere Arten von Palaeomastodon, so P. minor im Jahr 1904 sowie P. parvus und P. wintoni im Jahr 1905. Wie zuvor P. beadnelli entstammten alle Arten der Gebel-Qatrani-Formation im Fayyum. Unter den vier etablierten Formen erwies sich P. wintoni als die bei Weitem häufigste. Einen sehr detaillierten Bericht zu Palaeomastodon einschließlich der bis dahin etablierten Arten gab Andrews dann in seinem Katalogwerk zu den Fossilien des Fayyum ab, das im Jahr 1906 unter dem Titel A descriptive catalogue of the Tertiary Vertebrata of the Fayum, Egypt erschien. Er erwähnte dabei auch deutliche Unterschiede zwischen den Arten mit P. beadnelli und P. parvus auf der einen sowie P. wintoni und P. minor auf der anderen Seite. Diese betrafen unter anderem die Struktur des Unterkiefers.
Nur ein Jahr nach der Erstbeschreibung von Palaeomastodon führten Andrews und Beadnell die ähnliche und nahe verwandte Gattung Phiomia anhand eines Unterkiefers aus der Gebel-Qatrani-Formation ein. In seinem Katalogwerk zu den Fayyum-Fossilien gab Andrews an, dass der Unterkiefer von Phiomia eventuell nur auf ein juveniles Individuum von Palaeomastodon zurückgeht, was zuvor schon Max Schlosser vermutet hatte. Da zudem der Paratyp von Phiomia sich als zu den Schliefern gehörig herausstellte, galt die Gattung daher als fraglich. Bis zu einer Klärung des Umstandes wollte Andrews diese jedoch aufrechterhalten. Nur ein Jahr später bestätigte Andrews diese Vermutung, als er den Unterkiefer eines jungen Individuums von P. wintoni mit dem von Phiomia verglich und als identisch einstufte. Kurz darauf vereinte er jedoch alle Formen aus dem Fayyum unter Palaeomastodon.
Den von Andrews herausgearbeiteten Differenzen unter den Arten von Palaeomastodon nahm sich in den 1920er Jahren Hirohito Matsumoto an. Er führte dabei mehrere Revisionen der Gattung durch. Während dieser kam er zu der Auffassung, dass das bisherige Fundmaterial mehrere Rüsseltiergattungen einschloss. Aus diesem Grund transferierte er 1922 und 1925 P. wintoni und P. minor zu Phiomia, womit auch das überwiegende Fundmaterial zu letzterer Gattung überging. Als Unterscheidungsmerkmal gab Matsumoto einen kurzen und breiten Gaumen sowie eine kurze Symphyse des Unterkiefers bei Palaeomastodon sowie einen langschmalen Gaumen und gestreckte Symphyse bei Phiomia an. Neben den beiden in Palaeomastodon verbliebenen Arten kreierte Matsumoto mit P. intermedius im gleichen Zug noch eine weitere. Die Bearbeitungen von Matsumoto sind bis heute weitgehend anerkannt. Allerdings wurden die Arten P. parvus und P. intermedius  nachfolgend mit P. beadnelli synonymisiert, womit lediglich eine Art innerhalb der Gattung Palaeomastodon verblieb.